# Musée d'archéologie et d'histoire naturelle de Montbéliard
 (mai 2017).
Si vous disposez d'ouvrages ou d'articles de référence ou si vous connaissez des sites web de qualité traitant du thème abordé ici, merci de compléter l'article en donnant les références utiles à sa vérifiabilité et en les liant à la section « Notes et références ».
Le musée d'archéologie et d'histoire naturelle de Montbéliard ou musée Cuvier est un musée « d'archéologie et d'histoire naturelle franc-comtois » dédié à un des pères de la paléontologie et de l'anatomie comparée Georges Cuvier (né à Montbéliard, 1769-1832). Associé au musée du Château des ducs de Wurtemberg, il est hébergé depuis 1937 au Château de Montbéliard (XIIIe siècle) dans le département du Doubs.

## Historique
La « Galerie Cuvier » expose l’œuvre du célèbre père de la paléontologie scientifique, Georges Cuvier, de la Préhistoire (mésolithique) au haut Moyen Âge avec des collections archéologiques principalement issues de sites archéologiques régionaux : fossiles, dinosaures, mammouths, homme de Néandertal, objets gallo-romains... ainsi qu'une galerie d'histoire naturelle. 

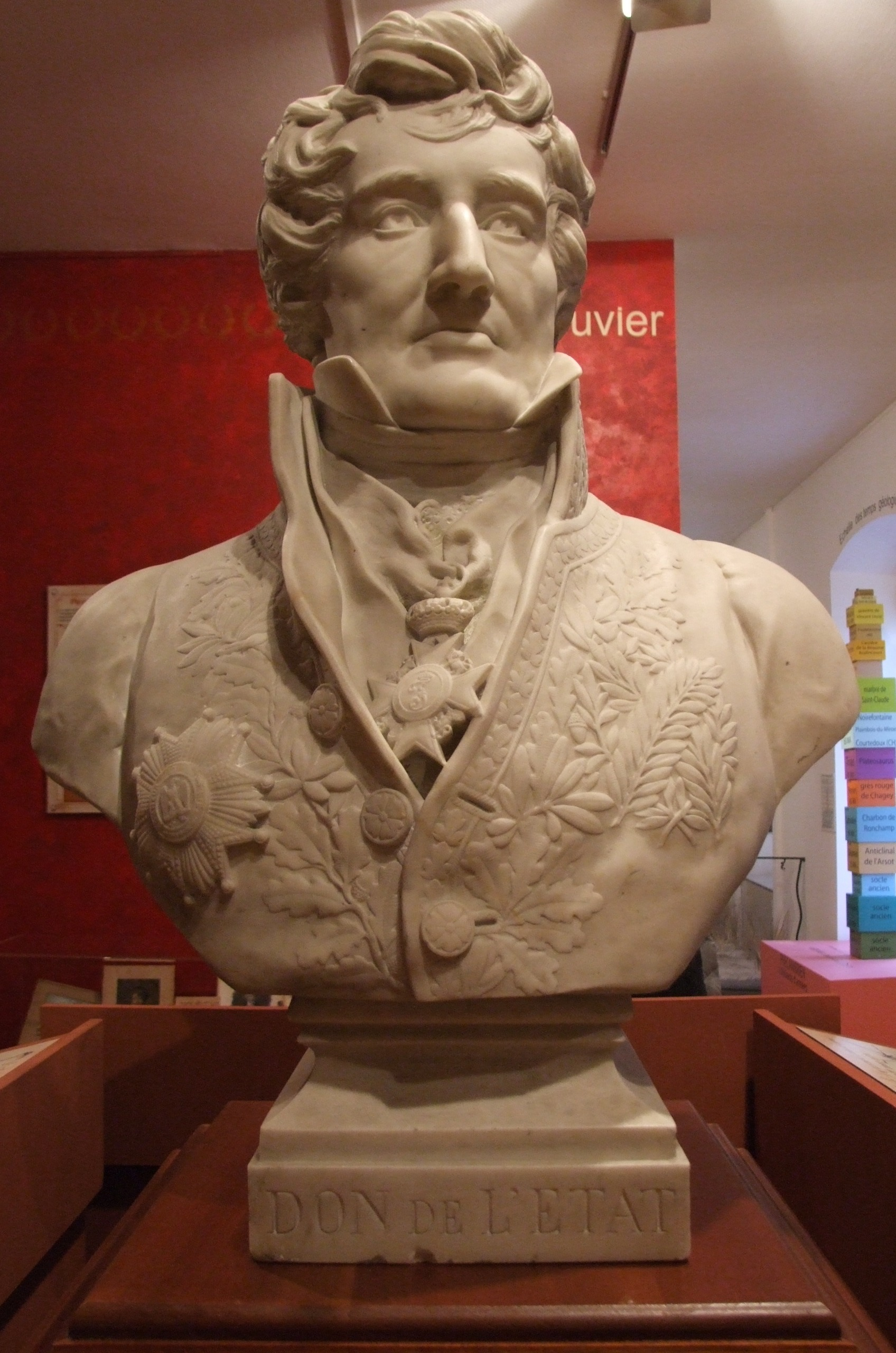
Georges Cuvier (1769-1832)
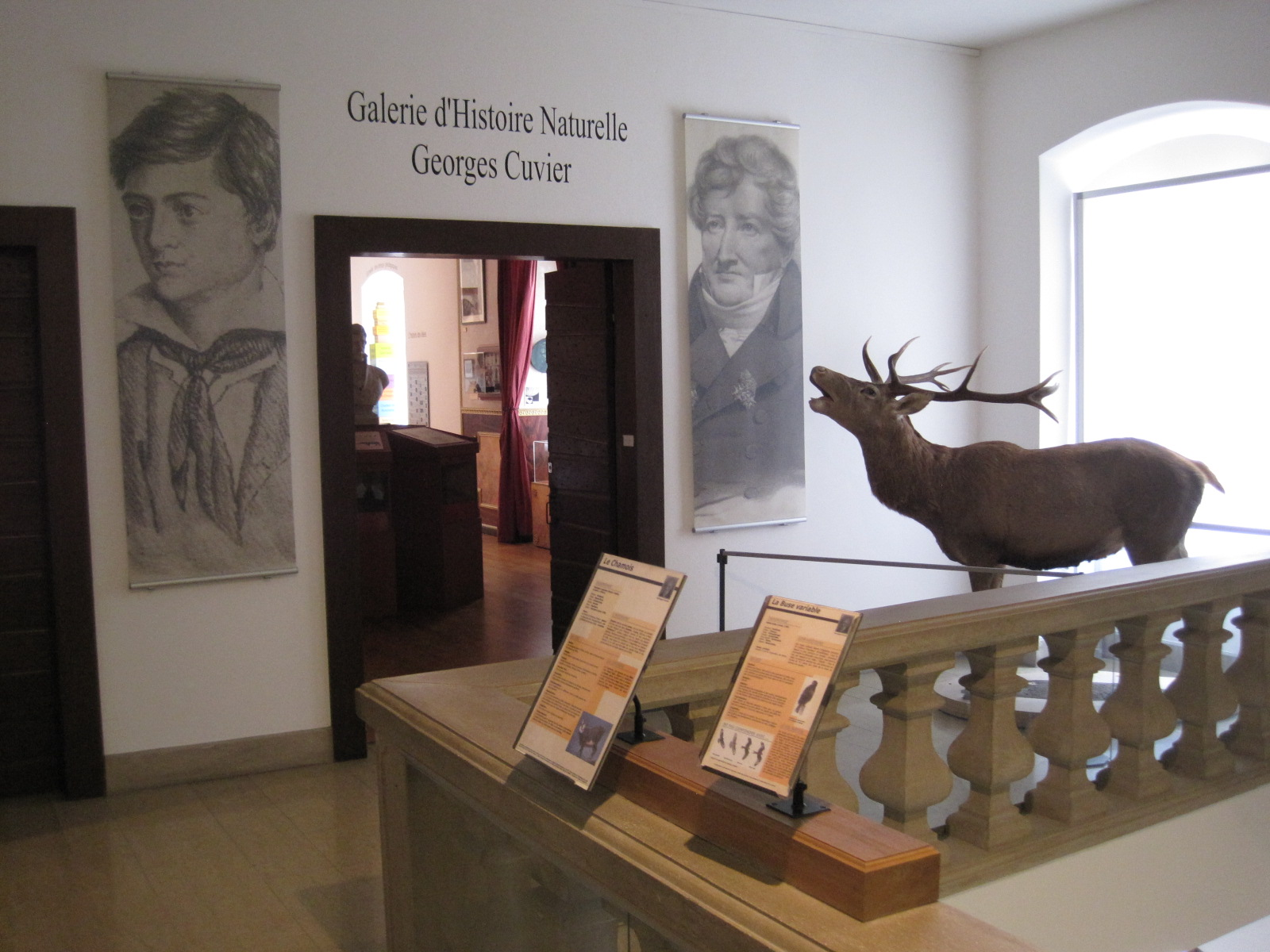
Galerie Georges Cuvier

## Collection paléontologique régionale
- Fossiles de végétaux de Ronchamp (Paléobotanique, Carbonifère, -300 millions d’années)
- Ichtyosaure (reptile marin) de Noirefontaine (Jurassique, -180 millions d’années)
- Allosaure de Plaimbois-du-Miroir (Jurassique, -150 millions d’années)
- Poissons de Froidefontaine (Paléogène, -35 millions d’années)
- Fossiles de vertébrés de l’aven de Romain (mammouths et squelette de rhinocéros laineux complet) (-150 000 ans)
- Ours des cavernes de Gondenans-les-Moulins (-50 000 ans)

## Galerie paléontologique régionale

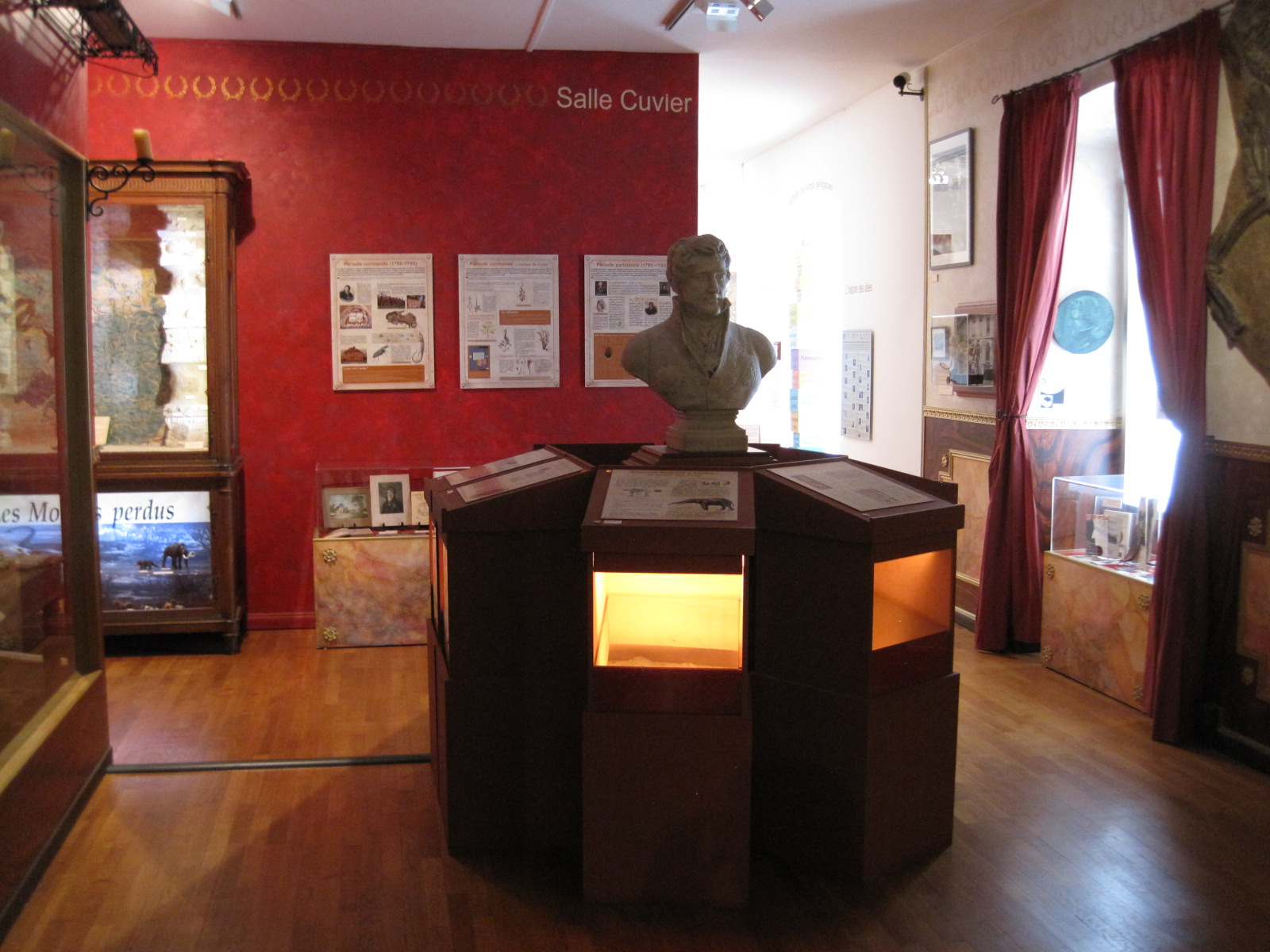
Salle Georges Cuvier.
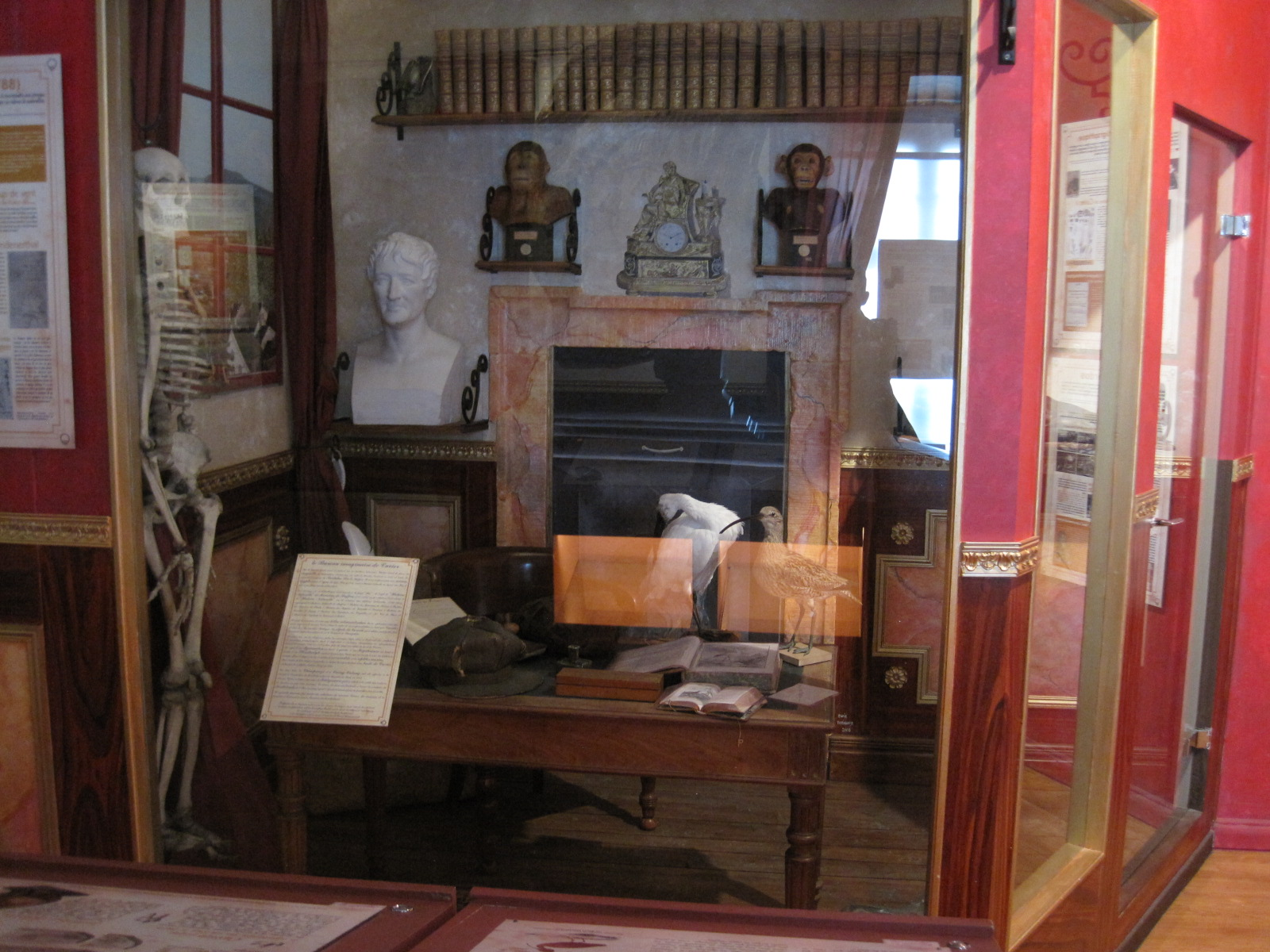
Bureau de Georges Cuvier.
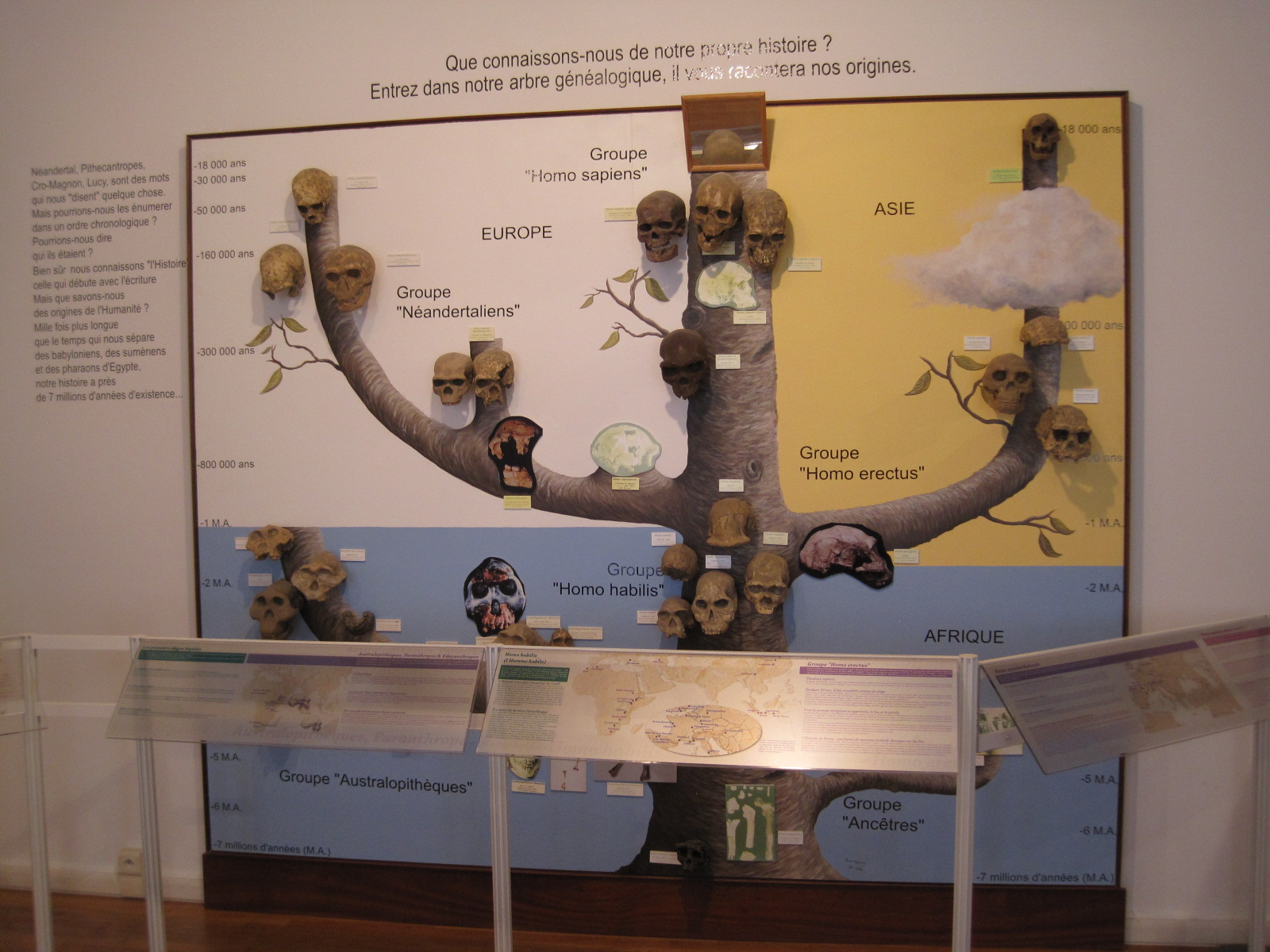
Histoire évolutive des homininés.
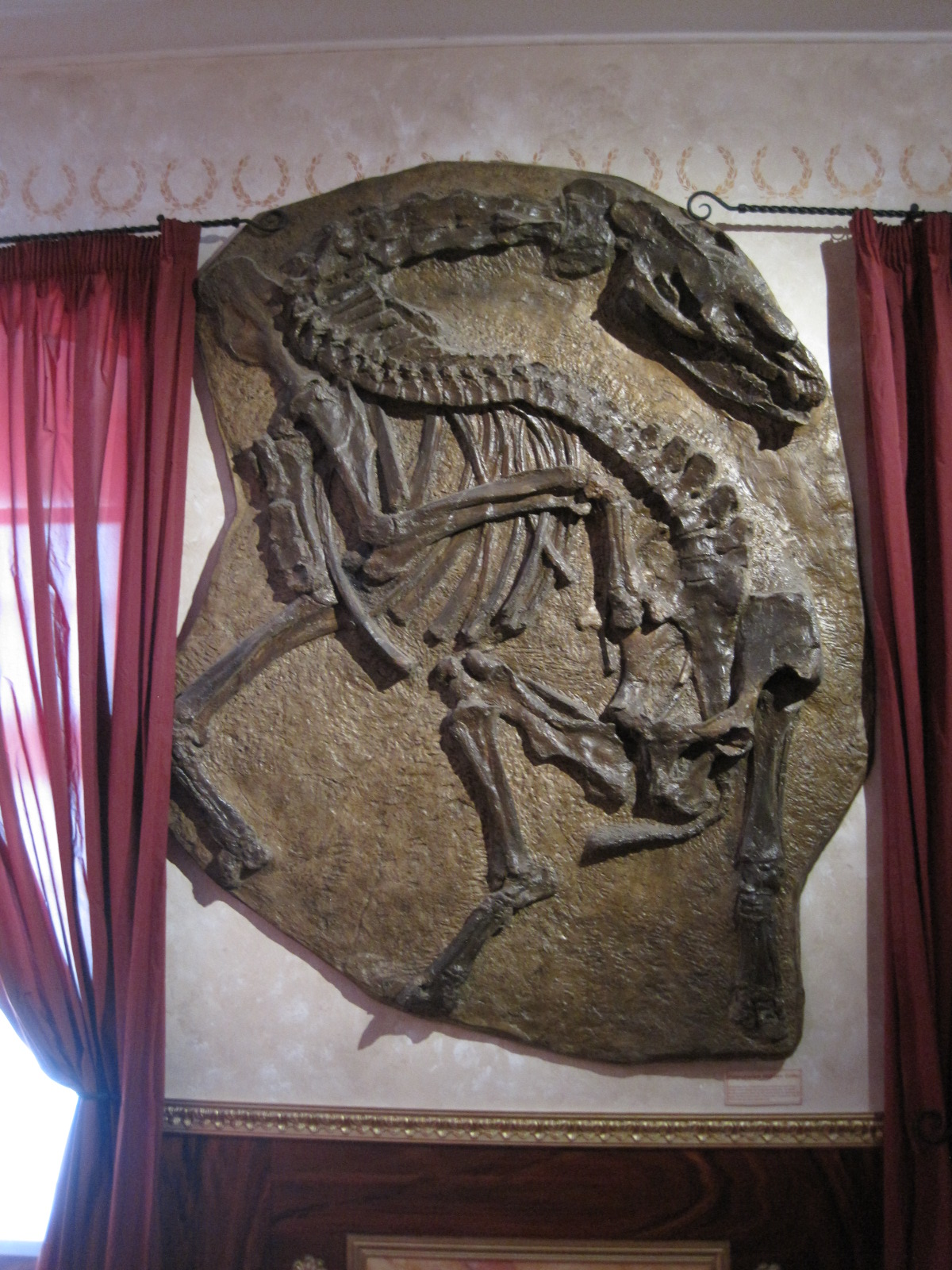
Moulage d'un Palaeotherium de Mormoiron (Vaucluse).
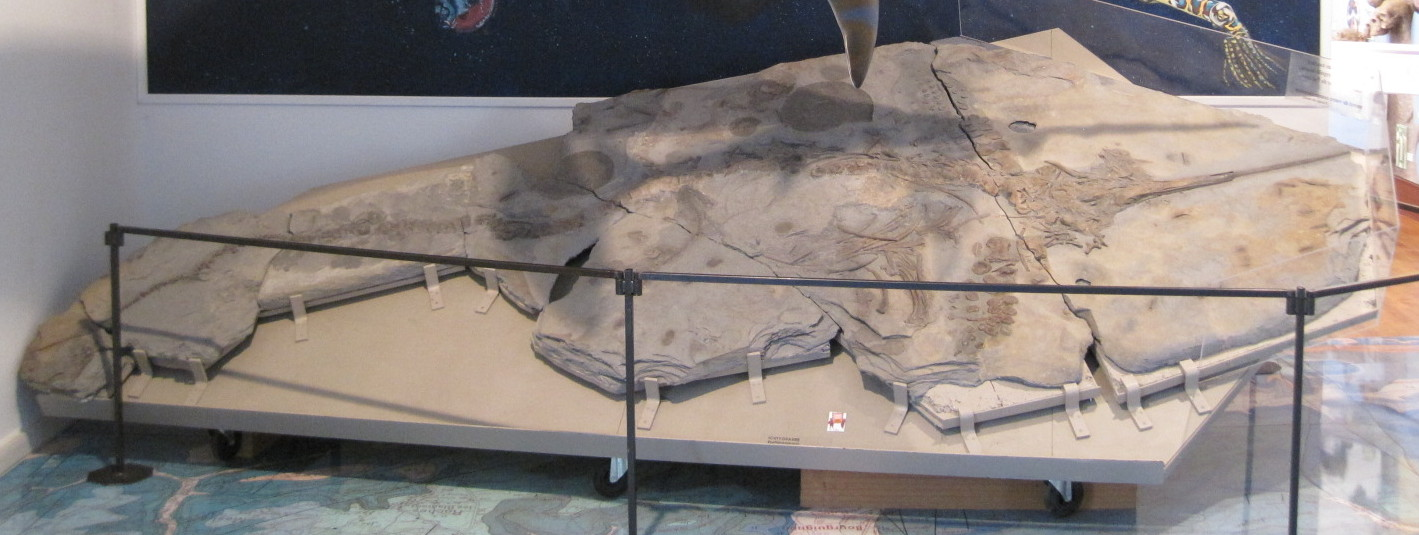
Ichtyosaure de Noirefontaine (-180 millions d’années).
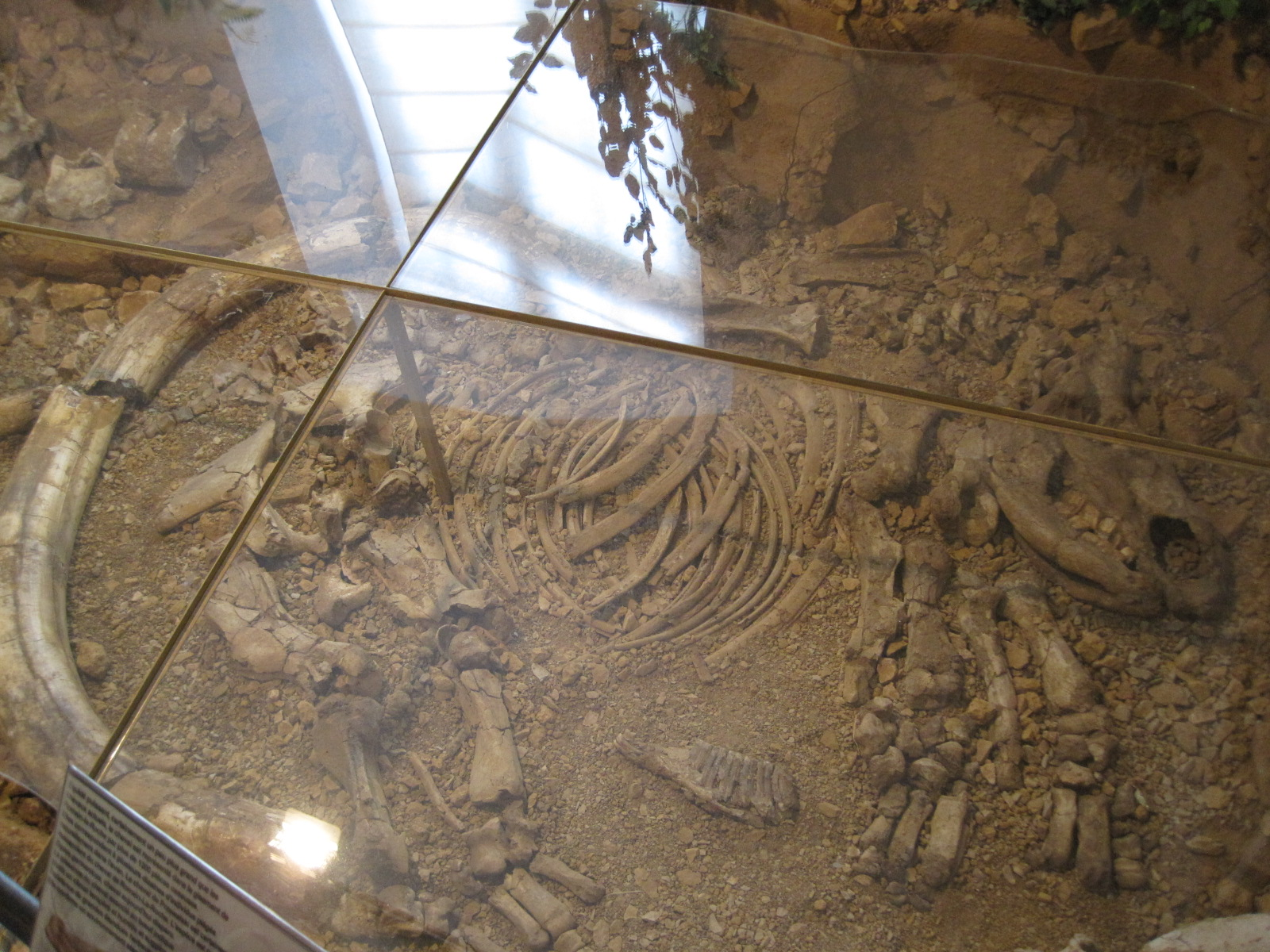
Fossile de rhinocéros laineux (30 000 ans).
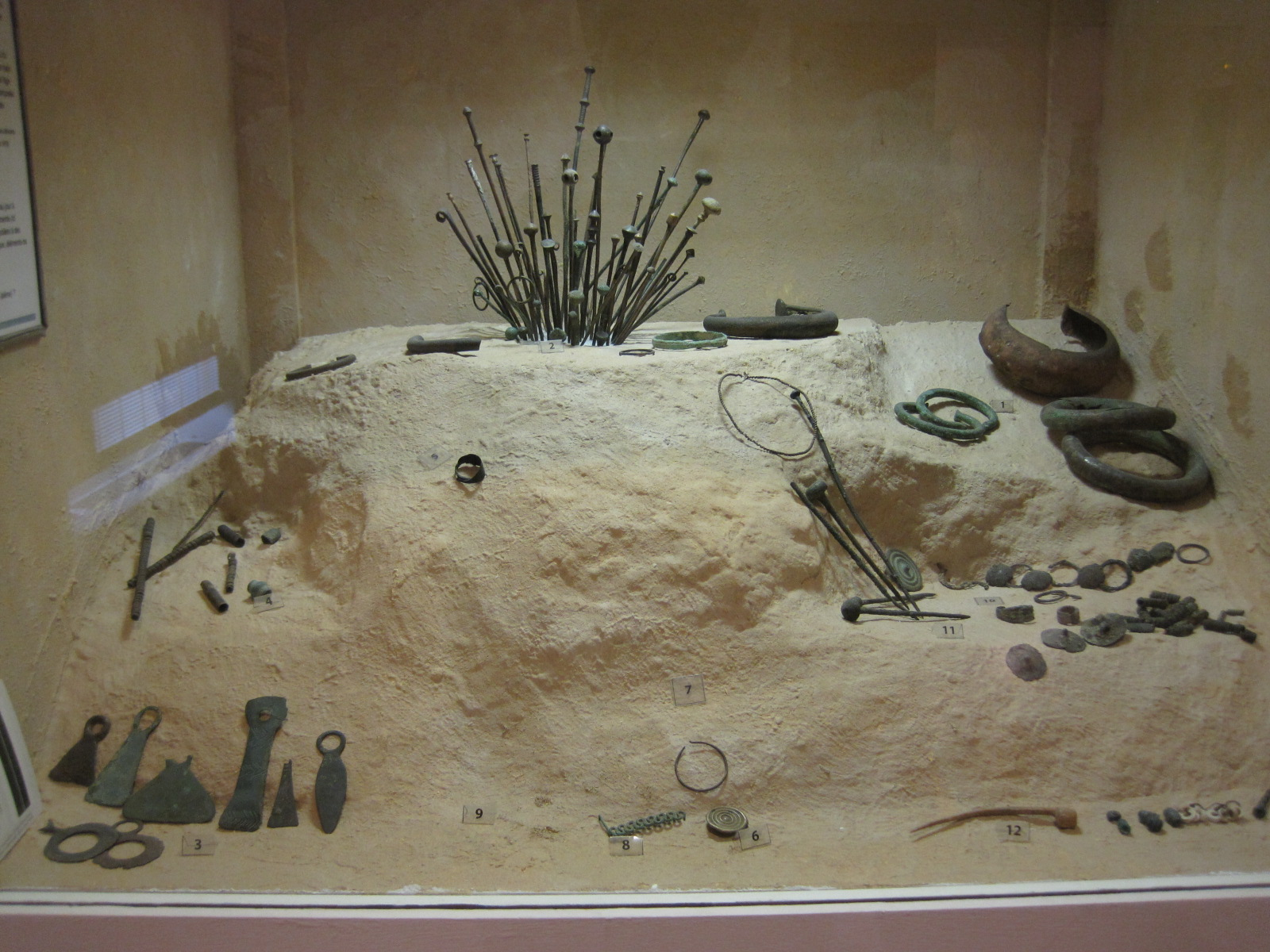
Âge du bronze.
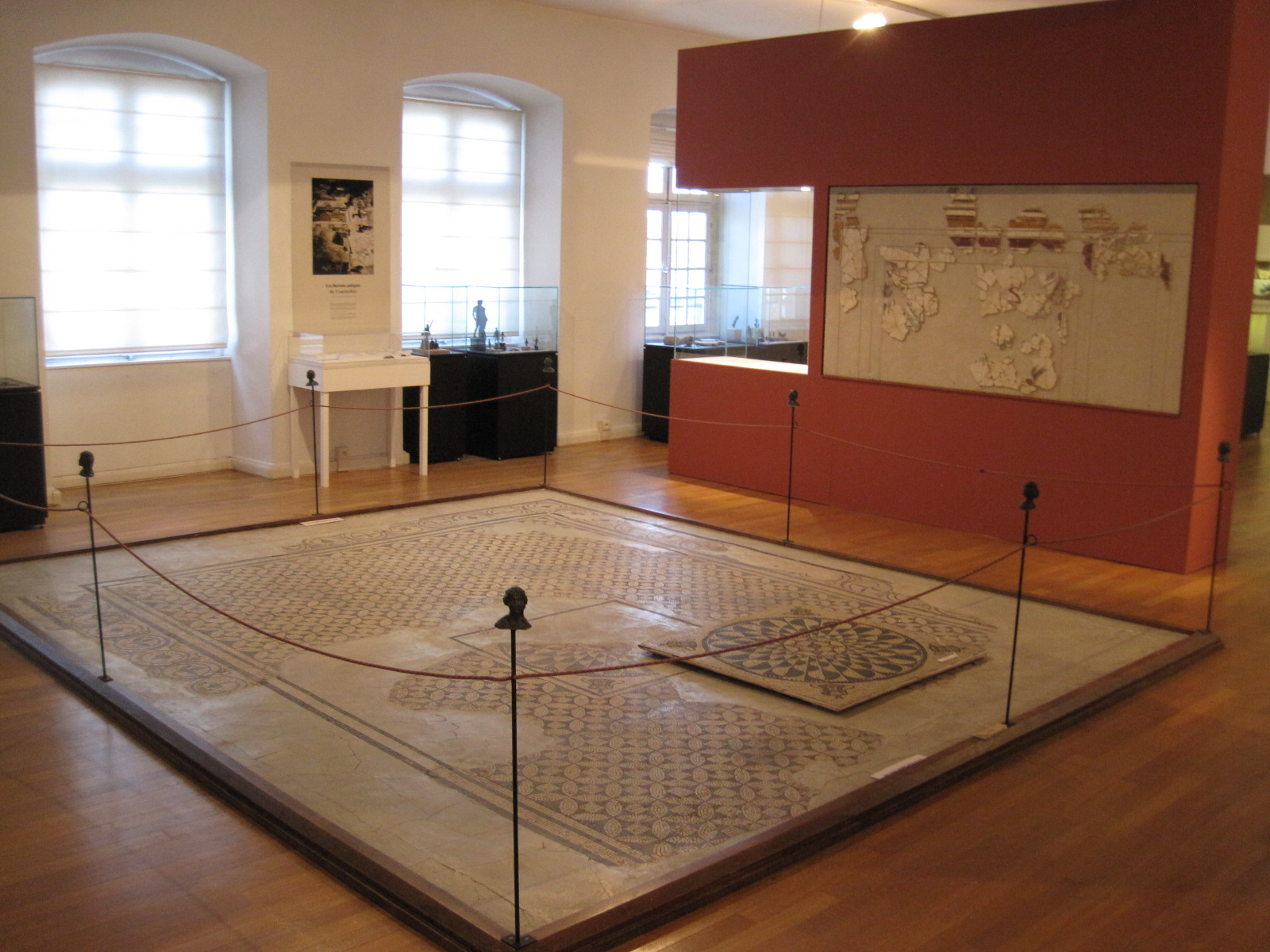
Mosaïque gallo-romaine.

## Galerie d'histoire naturelle régionale

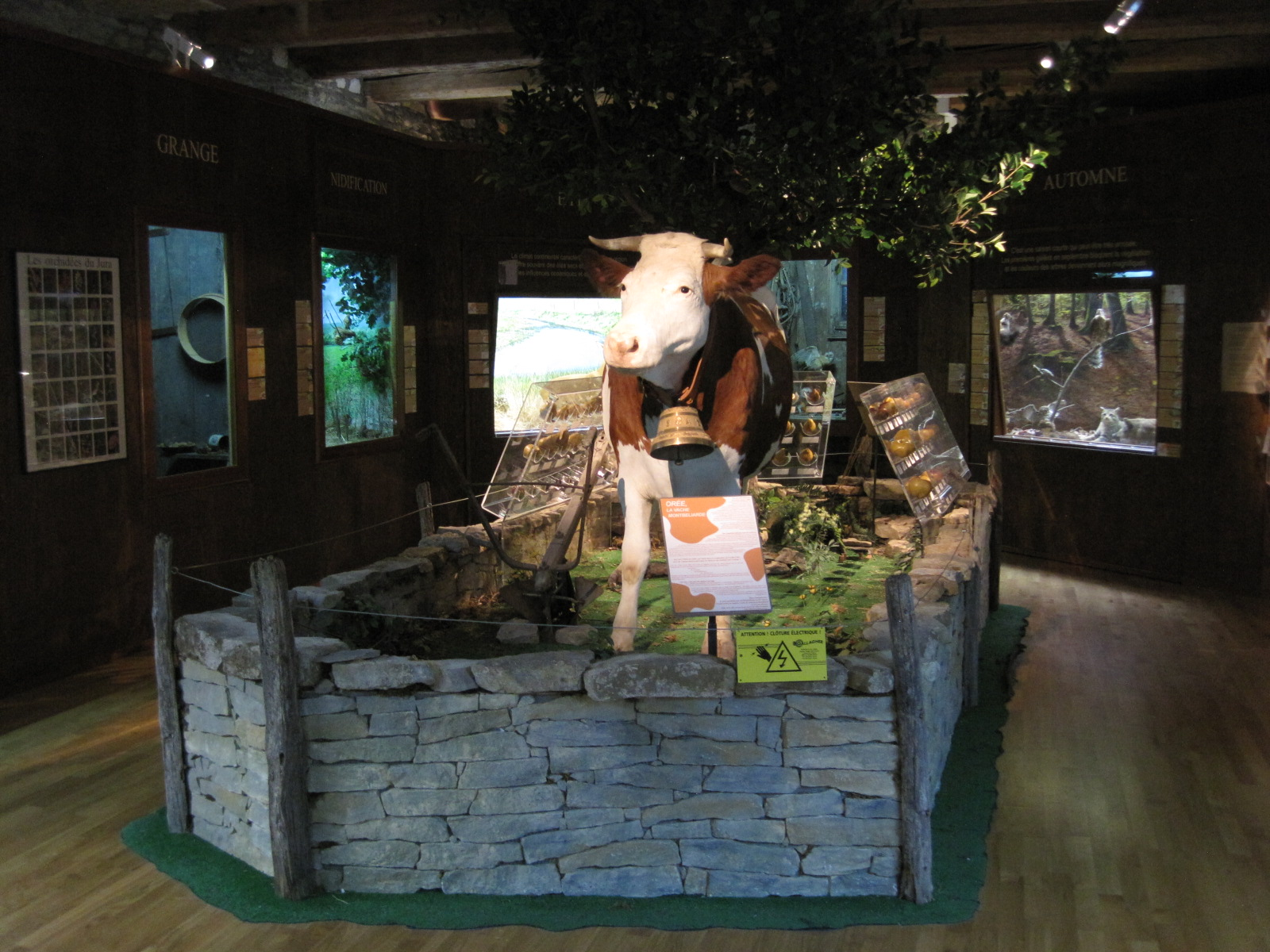
Montbéliarde.
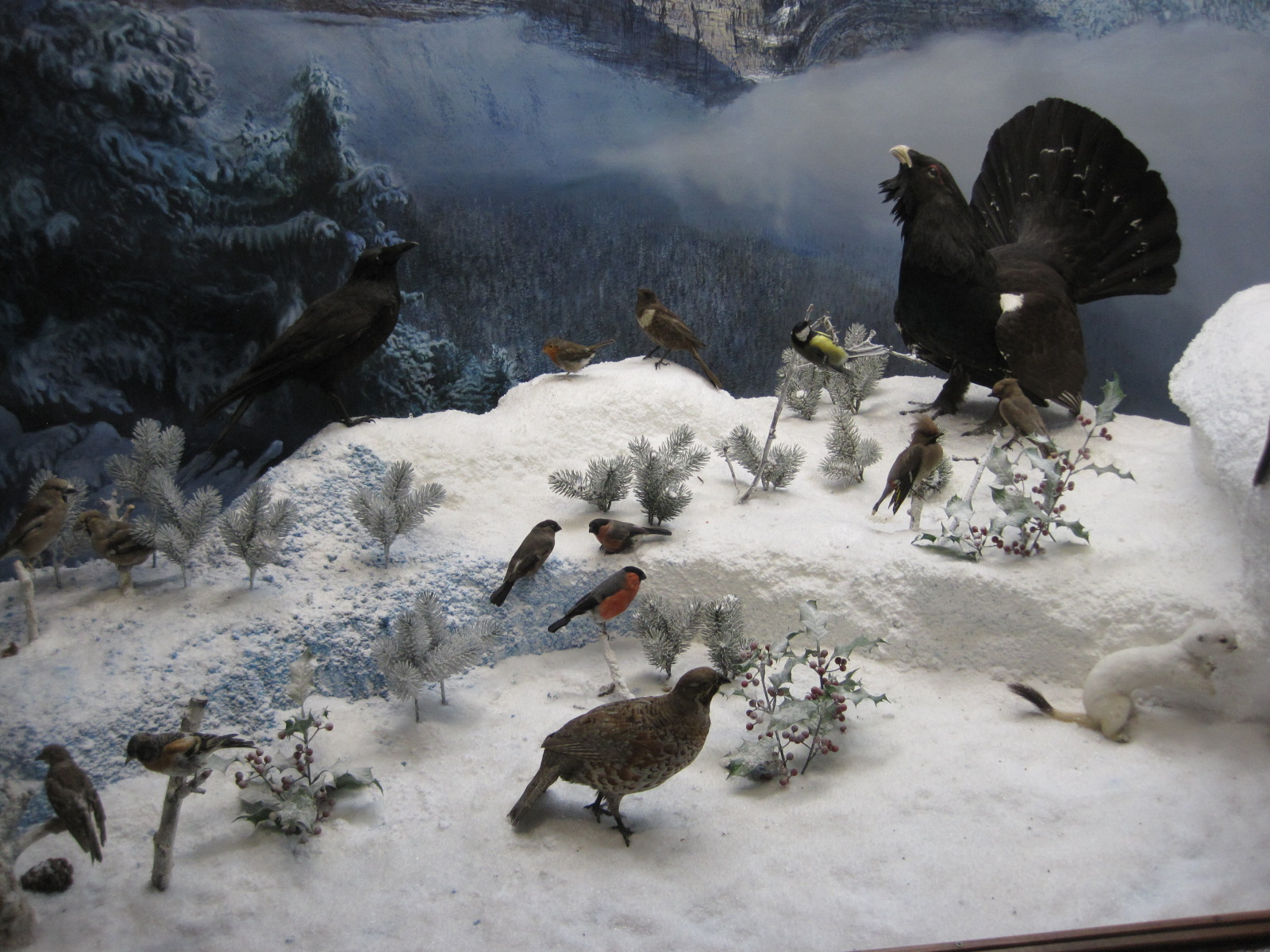
Grand Tétras.
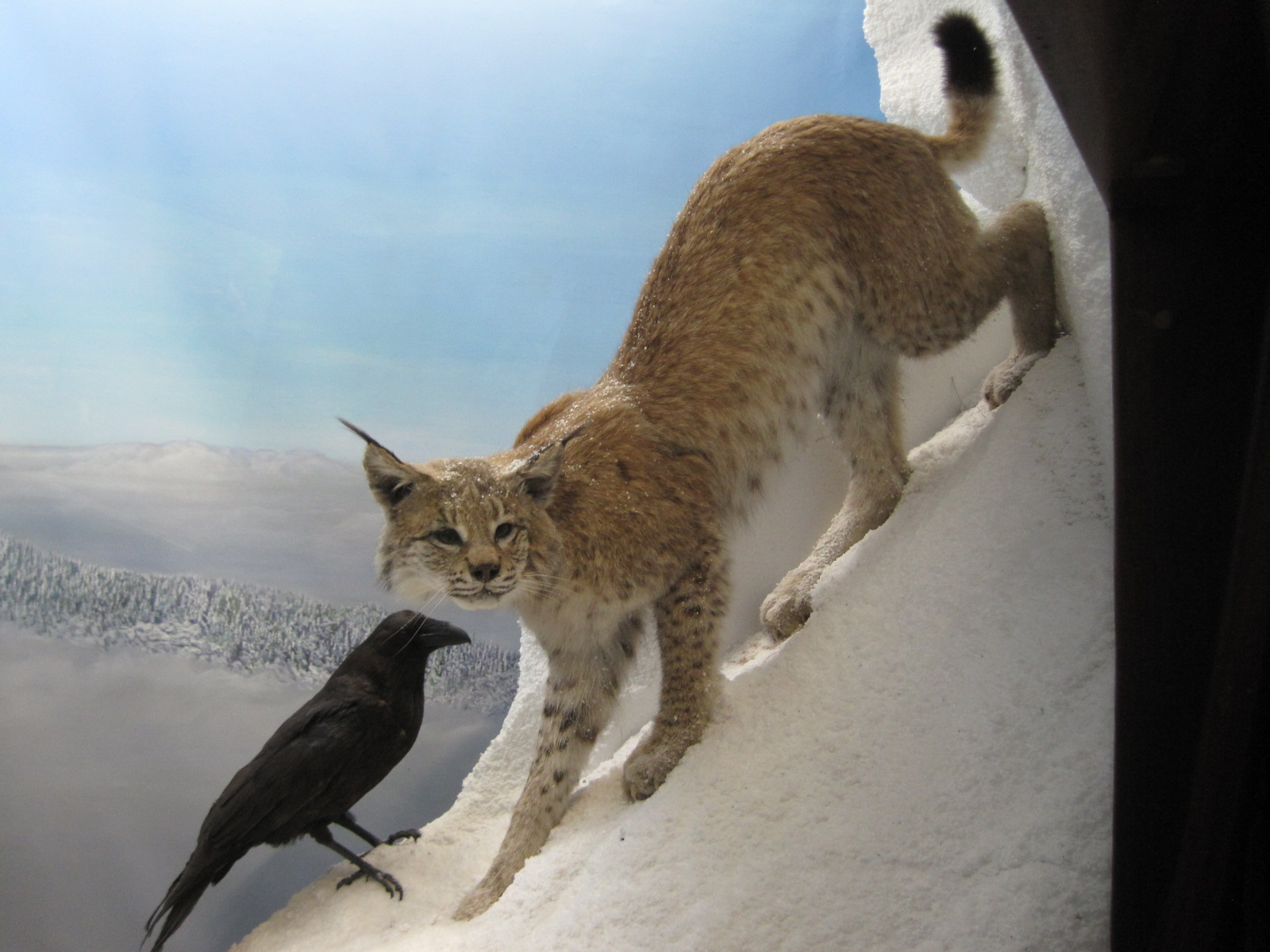
Lynx.
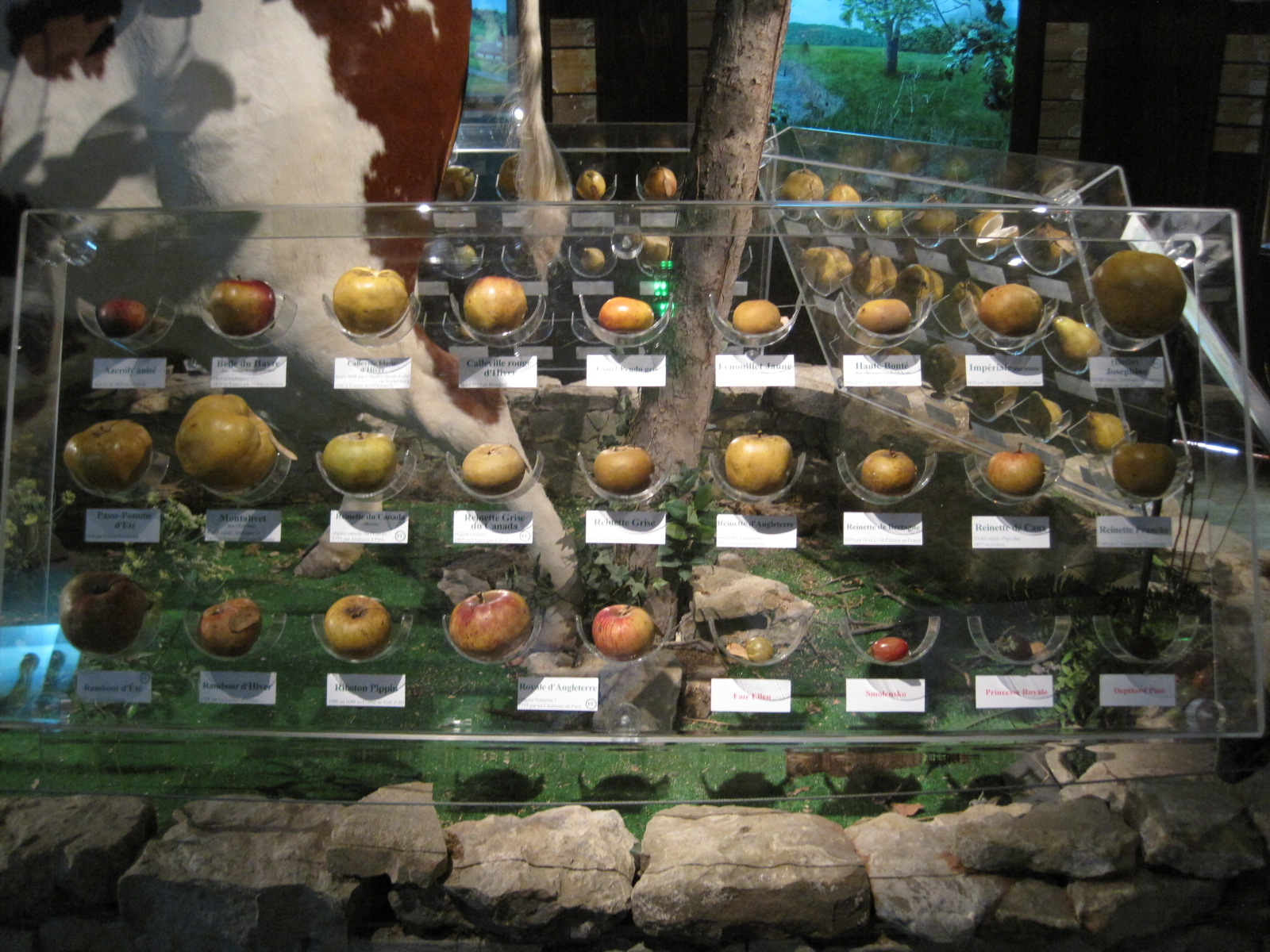
Pommes.
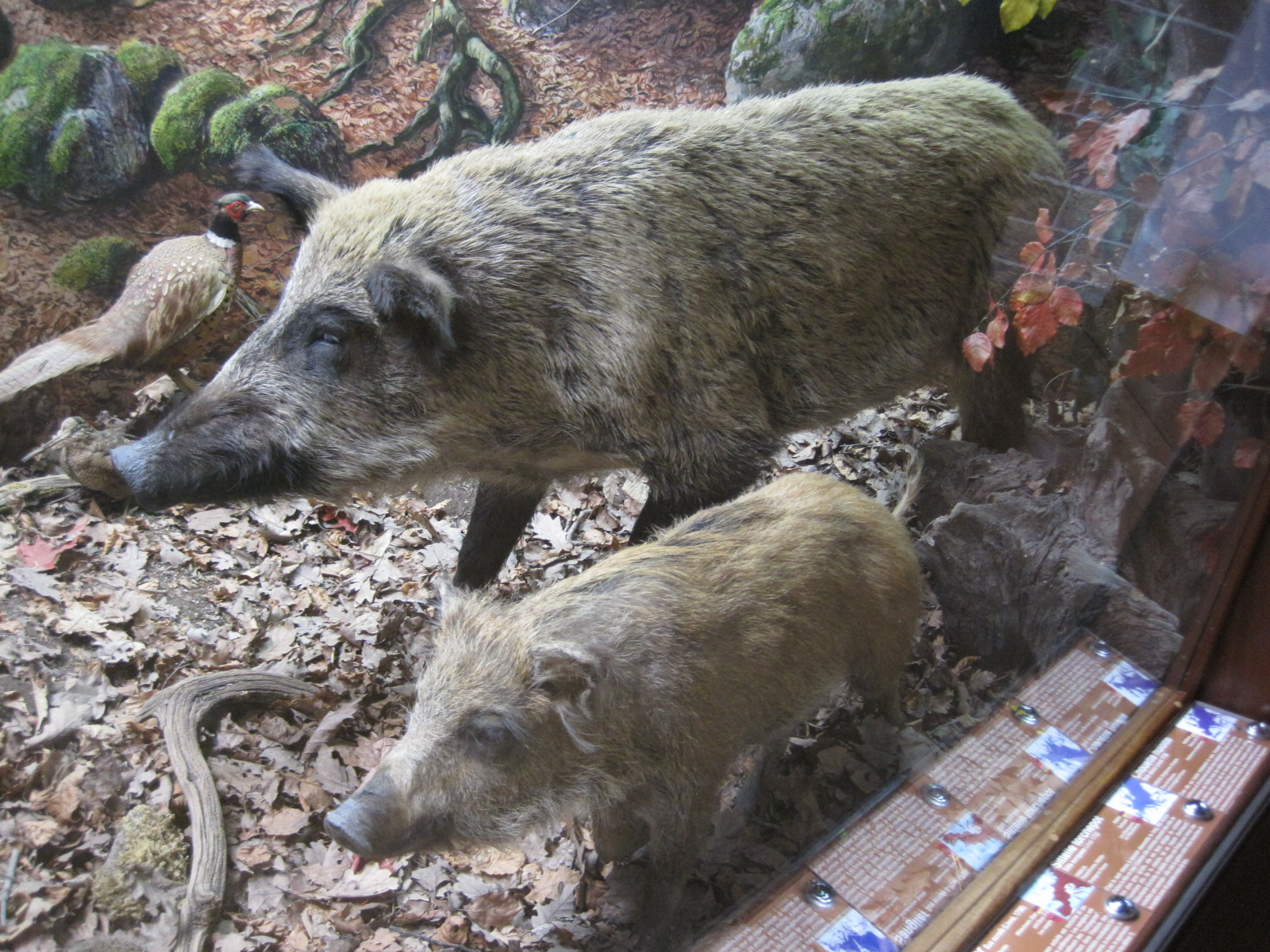
Sangliers.
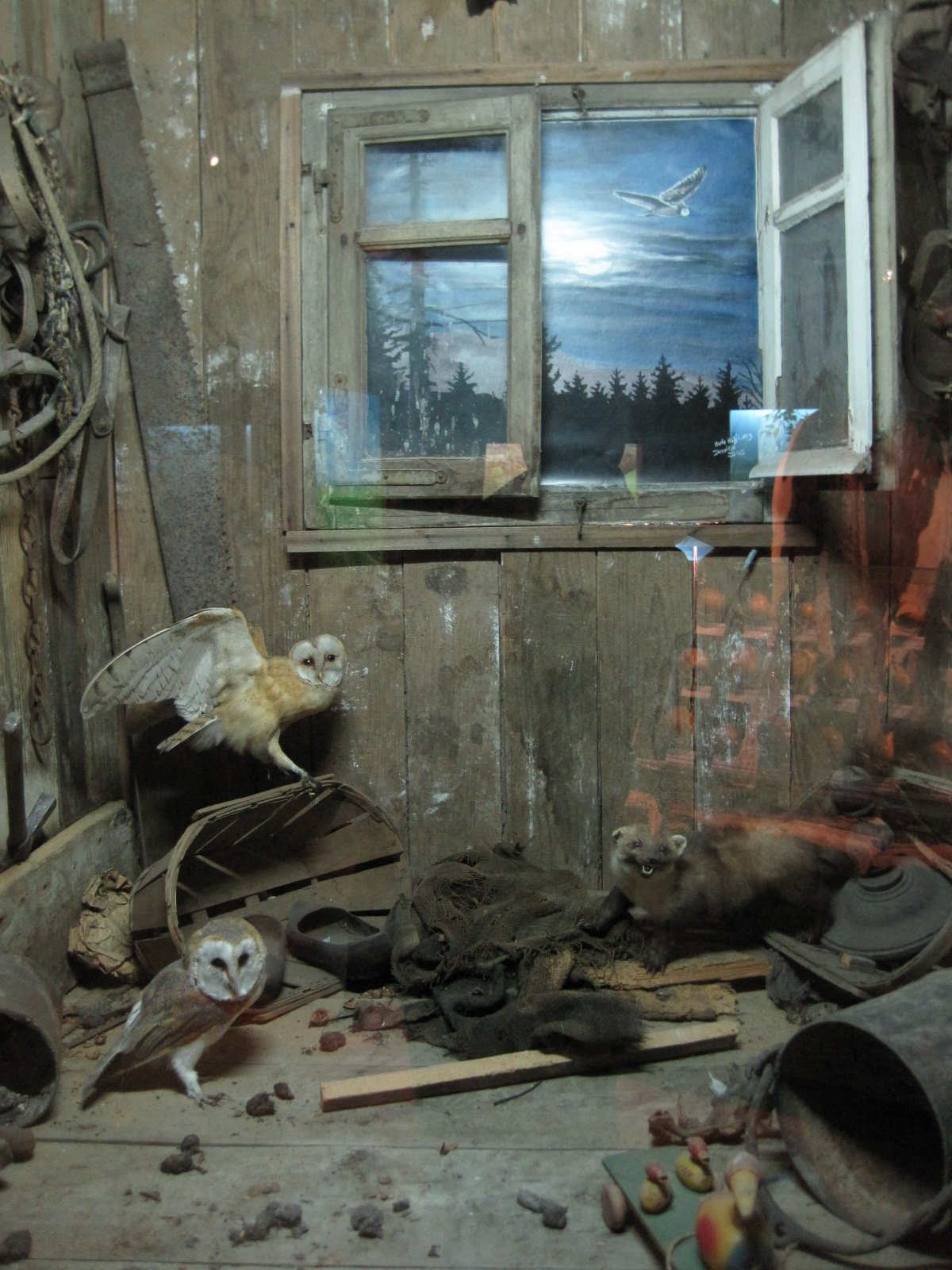
Scène de grenier avec deux chouettes effraies et une fouine.
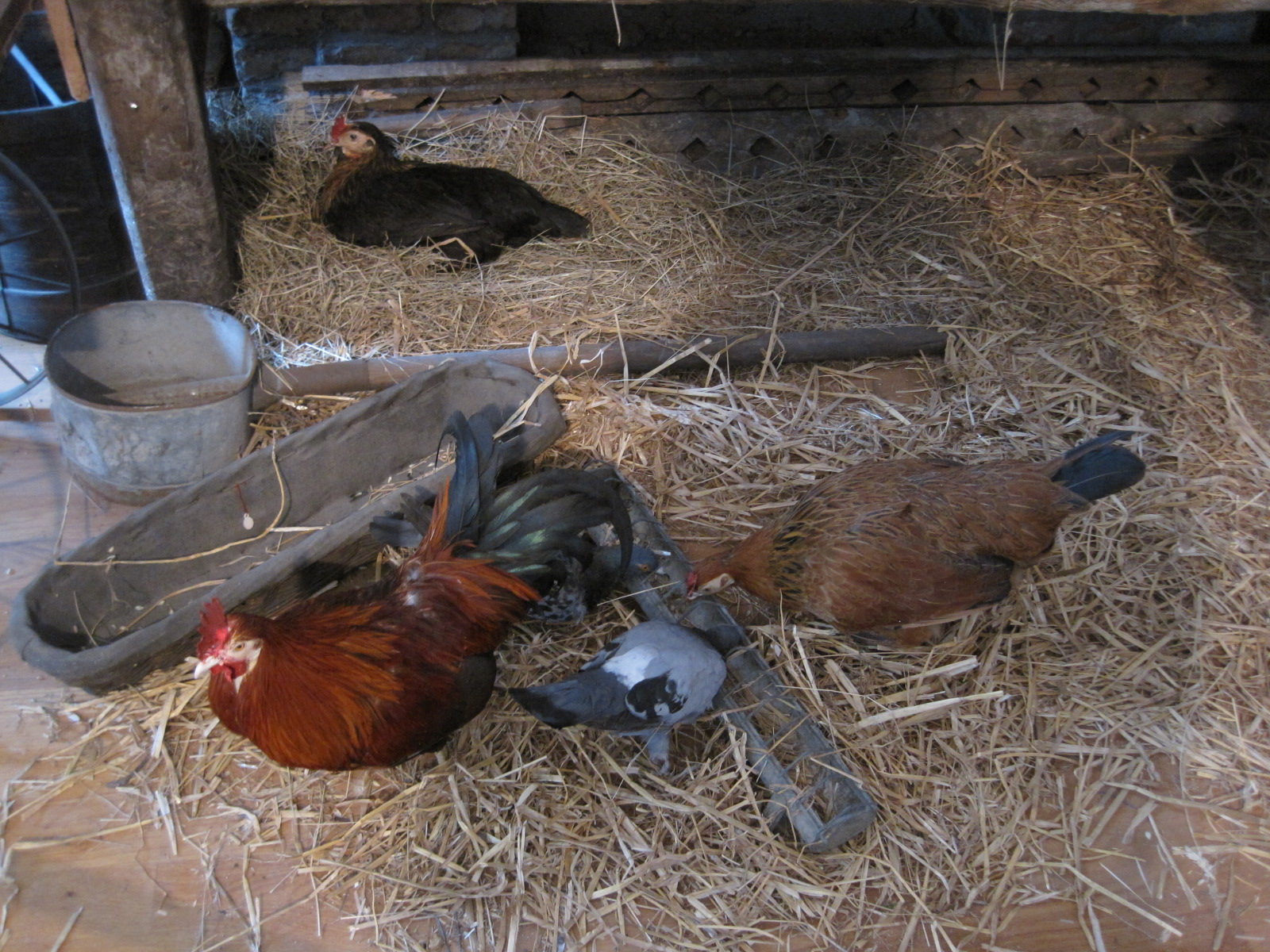
Volaille.
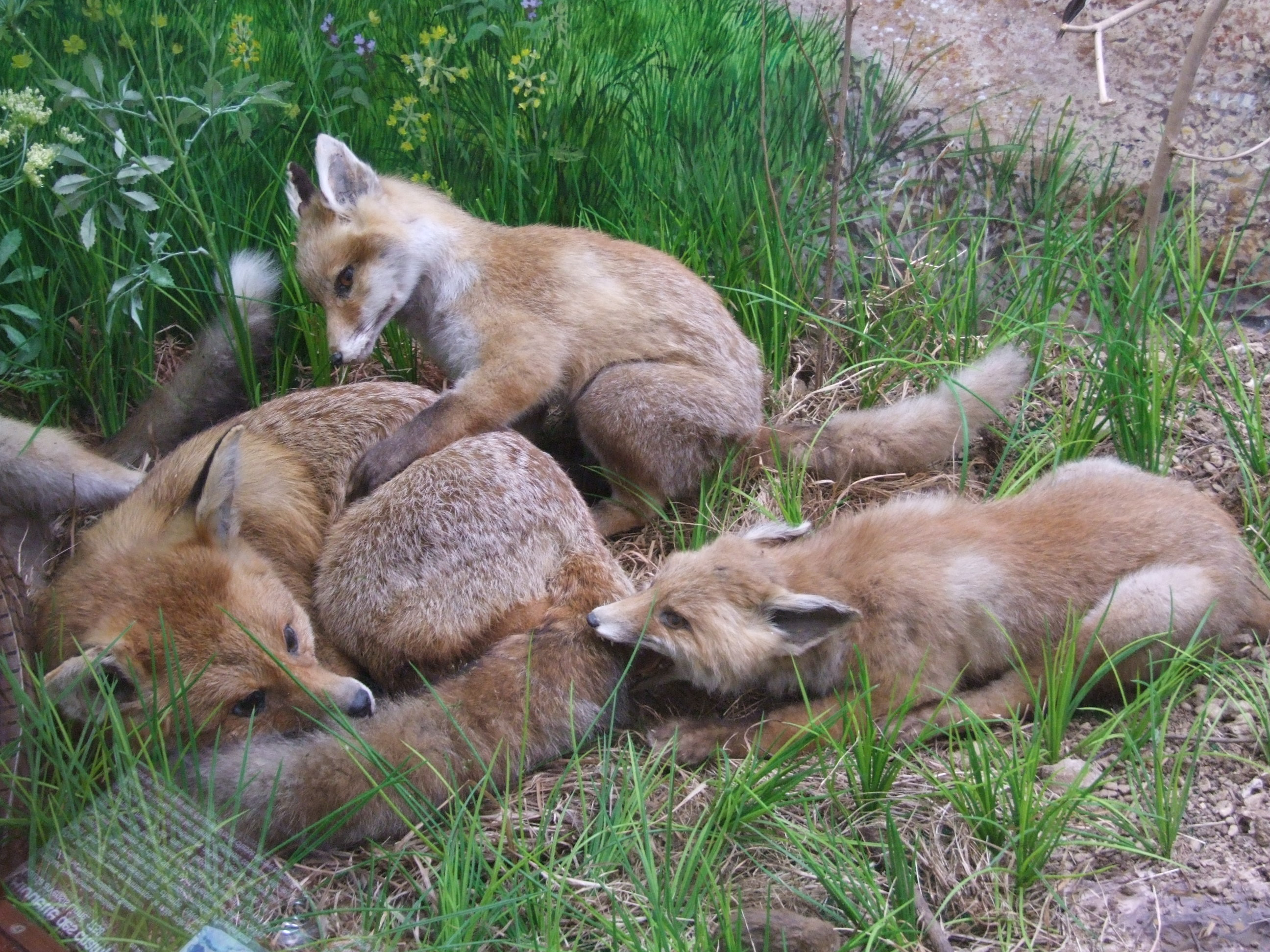
Renards.

Depuis 2012, le musée est dépositaire de l'herbier du botaniste et mycologue alsacien Vincent Rastetter qui a collecté des plantes dans les tourbières de l'Est de la France parmi lesquelles des mousses (bryophytes) et des sphaignes reliques de l'ère glaciaire entre 1963 et 1990.